# 松溪 (臺北市)
松溪位於臺灣北部，屬於淡水河水系，為磺溪的支流，河長2.93公里，流域面積4.5平方公里，分佈於台北市士林區、北投區山區交界處。其源頭為七星山南側標高約1,100公尺處，約在陽明山中山樓附近，往西南流經紗帽山與華岡之間，續流經半嶺於猴洞附近注入磺溪。
松溪水源來自山壁湧出的溫泉，靠近溪邊還能夠聞到淡淡的硫磺味。

## 外部連結
- 外雙溪生態環境網站